# Shrewsbury (Missouri)
Shrewsbury – miasto w Stanach Zjednoczonych, w stanie Missouri, w hrabstwie St. Louis.